# Van Loo (geslacht)
Van Loo was een notabele en adellijke familie, voornamelijk gevestigd in Gent en omstreken. In Gent waren de van Loos in hoofdzaak lid van de nering van de vishandelaars, met enkele onder hen die katoenfabrikant werden.

## Genealogie
- Boudewijn van Loo (1726-1751), x Petronilla Laneaux.
  - Christophe van Loo (1751-1821), visverkoper, x in 1772 met Maria van den Bossche, xx in 1780 met Anne-Marie van Loo (1751-1826). Van Loo werd lid van de vrijmetselaarsloge 'La Constante Union' en van de Sint-Sebastiaansgilde. In 1792 behoorde hij tot de voorlopige representanten tijdens de eerste Franse overheersing. 
    - Pierre-Charles van Loo (°1775), visverkoper, x Isabella Rosseel. Hij was lid van de vrijmetselaarsloge 'Les Vrais Amis'.
      - Christophe van Loo (°1796), katoenfabrikant, vennoot in het bedrijf van Ferdinand Lousbergs.

    - Bernard-Pierre van Loo (zie hierna).
    - Valentin-Joseph van Loo (1783-1847), x Rosalie Janssens. Hijh was vishandelaar en vanaf 1812 katoenfabrikant.
      - Rosalie van Loo (1810-1830), x Pierre-Jean Rosseel (1796-1868), katoenfabrikant, voorzitter van Linière La Lys, liberaal gemeenteraadslid (1846-1854).
      - Auguste van Loo (zie hierna).

  - Jean-Baptiste van Loo, x Marie-Barbe van Melle.
    - Christophe Charles van Loon (°1796), x Thérèse Tiberghien.
      - Emma van Loo, x Edouard de Smet de Naeyer.

## Bernard van Loo
- Bernard-Pierre van Loo (Gent, 11 juni 1782 - 6 juni 1863) trouwde in 1812 in Gent met Thérèse-Pétronille Van Acker (1787-1872). In 1861 werd hij opgenomen in de erfelijke adel. Hij was katoenfabrikant.
  - Jules van Loo (1813-1899), enige zoon, trouwde in 1837 met Clémence Everard (1817-1898). Hij werd provincieraadslid en was kapitein bij de Burgerwacht.
    - Emile van Loo 1840-1895) trouwde met Celine de Serret (1835-1897). Hij was consul in Gent van de staten Argentinië, Mecklemburg, Saksen-Weimar, Portugal en Württemberg. Het echtpaar had twee dochters en een zoon, Gaston van Loo (°1866), die op een onbekende datum in zee verdronk. Met zijn verdwijning doofde deze familietak uit.

## Auguste van Loo

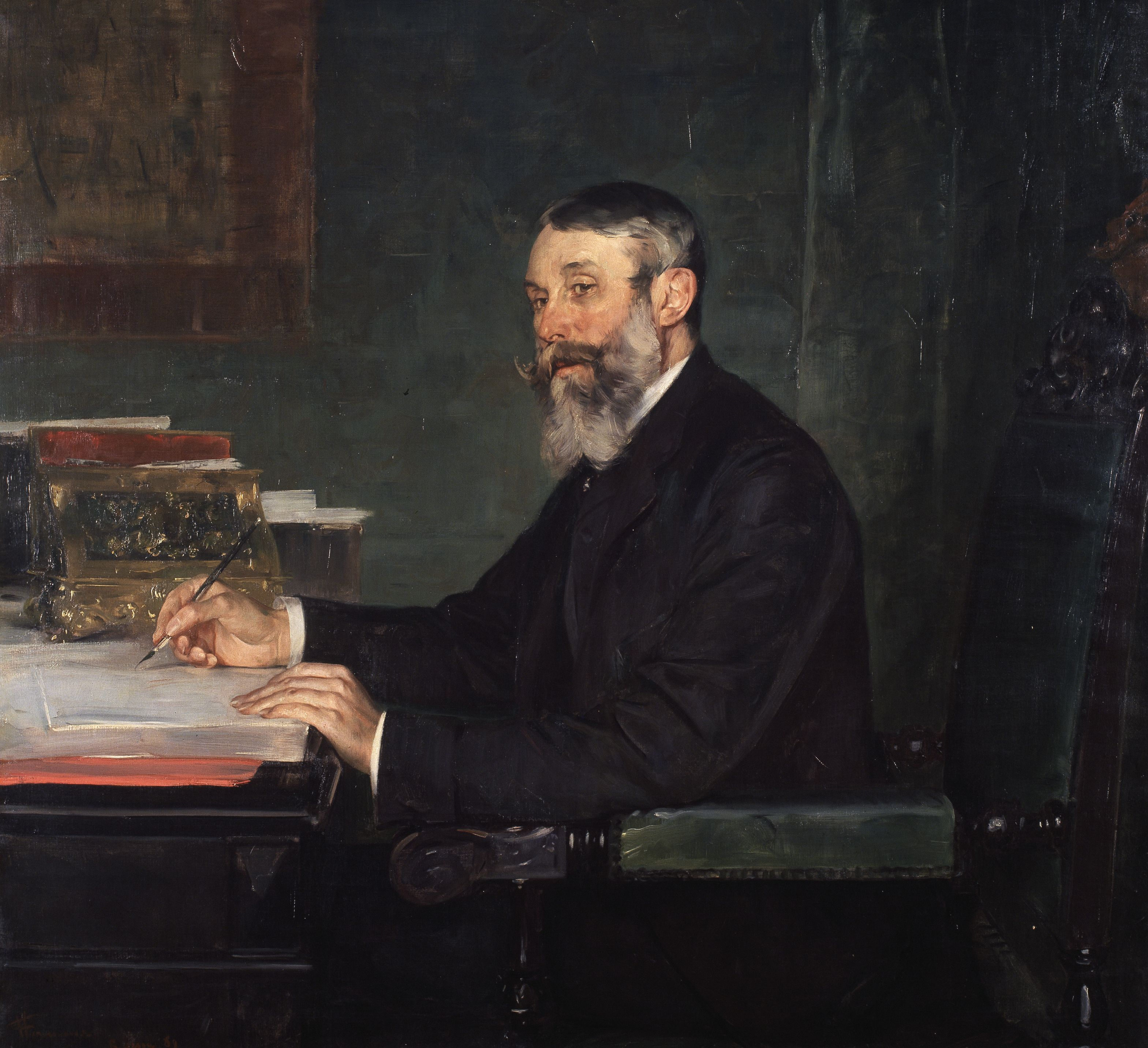
Auguste Van Loo

- Auguste van Loo (Gent, 20 november 1812 - Evergem, 19 februari 1903) trouwde in Gent in 1824 met Mathilde Malfait (1810-1897). Hij werd burgemeester van Evergem. In 1873 werd hij opgenomen in de erfelijke adel, met de titel baron, overdraagbaar op alle afstammelingen.
  - Floris van Loo (1835-1922), trouwde in 1858 met Delphine Wauters (1834-1896).
    - Albert van Loo (1859-1919), burgemeester van Oostakker, trouwde in 1881 met Françoise de Hemptinne (1860-1944).
    - Oscar van Loo (1860-1940) trouwde in 1929 met Marie Van Leaucourt (1872-1946).

Albert van Loo had vier dochters en Oscar van Loo een dochter, hetgeen het uitdoven van de adellijke familie van Loo betekende.